# Magnus Midtbø
Magnus Rognan Midtbø (* 18. September 1988 in Bergen) ist ein norwegischer Sportkletterer und YouTuber. Er wurde mehrmals norwegischer Meister im Schwierigkeitsklettern und ist im Schwierigkeitsklettern am Fels aktiv. Ihm gelangen Routen bis zum französischen Schwierigkeitsgrad 9b Rotpunkt. Er war 2010 sowohl im Wettkampfklettern als auch im Sportklettern am Fels der führende norwegische Kletterer. 2017 gab er seinen Rücktritt vom Wettkampfsport bekannt.

## Leben

### Kletterkarriere
Midtbø begann 2000 mit 11 Jahren zu klettern. Nach einem Jahr gewann er die norwegische Juniorenmeisterschaft. 2002 kletterte er mit Øgletryne in Sageveggen seine erste 8a-Route On-Sight. 2005 wurde er Juniorenweltmeister in Peking und zehnter in der Weltcupgesamtwertung 2007 und 2008. Am Weltcup in Chamonix 2011 und in Kranj 2012 gewann er jeweils Bronze. An den World Games in Cali 2013 gewann er ebenfalls Bronze im Schwierigkeitsklettern. National wurde Magnus Midtbø 11 mal (2005 bis 2015) norwegischer Meister im Schwierigkeitsklettern sowie 7 mal (2005 bis 2011) Nordischer Meister.
2010 kletterte er mit Ali Hulk sit extension (9b) seine bisher schwierigste Route. 2013 kletterte er Cosi fan tutte (8c+) on sight. Er war damit der fünfte Kletterer weltweit, dem eine Route im Grad 8c+ on sight gelang.
Im Mai 2017 gab Midtbø auf seinem YouTube-Kanal seinen Rücktritt bekannt.

### Karriere als YouTuber
Im März 2017 begann Midtbø regelmäßig Videos auf seinem YouTube-Kanal zu veröffentlichen. Im November 2021 erreichte er 1 Million Abonnenten. Im März 2025 hatte er 2,71 Millionen Abonnenten.
Seine Videos handeln vom Klettern und Fitness.

## Erfolge

### Routen
Seine bisherigen Rotpunktbegehungen ab dem französischen Schwierigkeitsgrad 9b:
- Ali Hulk sit-start extension (9b) in Rodellar (2010)[6]

Seine bisherigen Rotpunktbegehungen ab dem französischen Schwierigkeitsgrad 9a:
- Seleccion Anal (9a+) in Santa Linya (2016)
- Era Vella (9a) in Margalef (2016)
- Papichulo (9a/+) in Oliana (2015)
- Ciudad de Dios (9a/+) in Santa Linya (2013)
- Directa open your Mind (9a) in Santa Linya (2013)
- Fuck the System (9a) (2012)
- Nordic Flower (9a) in Flatanger (2011, erste Wiederholung)[7]
- La novena enmienda (9a+) in Santa Linya (2008)
- Kinematix (9a) in den Gorges du Loup (2008)
- Estado Critico (9a) in Siurana (2007)

Seine bisherigen On-Sight-Begehungen ab dem französischen Schwierigkeitsgrad 8b:
- Cosi fan tutte (8c) in Rodellar (2013)
- OGM (8b) in Les Branches (2008)
- El Arqueologico (8b) in Santa Linya (2008)
- Good bye Mister Fish (8b) in Esclettxa (2007)
- Sika 2 (8b) in den Gorges du Loup (2007)
- Le souffle du ragga (8b+) in Peillon (2006)
- Non stop (8b) in Terradets (2005)

Alle Routenangaben sind der persönlichen Website entnommen.

### Boulder
Seine bisherigen Boulder-Begehungen im Fontainebleau-Grad 8B+:
- Blood Redemption (8B+) in Matre (2010) – Erstbegehung – ursprünglich 8C, von Adam Ondra abgewertet auf 8B+[9]

Seine bisherigen Boulder-Begehungen im Fontainebleau-Grad 8B:
- Dynamitten (8B) in Hunnedalen (September 2015)[10]
- Bonderomantikk (8B) in Sogndal (2015)[10]
- All in all out (8B) in Matre (2010) – Erstbegehung[10]
- Antonio Vivaldi (8B) in Rogaland (2010) – Erstbegehung[10]